# Włókna celulozowe
Włókna celulozowe – sypki materiał budowlany zawierający głównie celulozę, przeznaczony do wykonywania izolacji termicznych. Produkowane są z makulatury gazetowej, z której uzyskuje się włókna. Impregnowane są związkami boru. Gotowe włókna celulozowe kompresowane są w opakowaniach do ok. 150 kg/m³.
Włókna celulozowe dzięki zawartości boru powstrzymują rozwój pleśni i grzybów; ponadto odprowadzają wilgoć z warstwy izolacyjnej do miejsc o niższej wilgotności.  
Nadają się także do wykonywania izolacji akustycznych. Umożliwiają wypełnienie pustych przestrzeni w miejscach trudno dostępnych.